# Meddő teljesítmény mérése
A meddő teljesítmény mérése többféleképpen végezhető el. 
Egy villamos áramkörbe kapcsolt eszköz teljesítménye a termelt, vagy fogyasztott energia és az idő hányadosa. Az energiának váltakozó áramú áramlása során háromféle teljesítményről szokás beszélni, ezek:
- A P hatásos teljesítmény egysége 1 W (watt)
- Az S látszólagos teljesítmény egysége 1 VA (voltamper)
- A Q meddő teljesítmény egysége 1 VAr (voltamper reaktív).

Összefüggésük Pitagorasz-tételével számítható: {\displaystyle \mathbf {P} ^{2}+\mathbf {Q} ^{2}=\mathbf {S} ^{2}}
A watt mértékegység bármely SI prefixummal használható. A meddő teljesítményt csak a kilo prefixummal használják. Kiejtése: kilovár.

## Meddő teljesítmény mérése
A mérőműszerek (elektrodinamikus, ferrodinamikus wattmérők) csak áramköri feszültség és áramerősség együttes hatására működnek, ez pedig – ha valami módosítással közbe nem lépünk – csak a hatásos teljesítmény mérésére vezet.
Mivel Q=U×I×sinφ ezért a valódi teljesítménynek megfelelő I áramot, és U feszültséget kell a wattmérőre működtetni, de akként, hogy az így támadó teljesítmény számszerűleg egyezzék meg a meddő teljesítménnyel. Ezt elérhető, ha a műszerben az áram és a feszültségi tekercs közti fázisszög koszinusza és az áramkör φ fázisszögének szinusza megegyezik. Tehát a mérőműszerre nézve az áram- vagy a feszültség tekercs áramát fázisban 90˚-kal el kell forgatni. Elvileg mindegy, hogy a forgatást az áramtekercsben, vagy a lengőtekercsben végzik, és mindegy, hogy előre, vagy hátra történik a forgatás, csak következetes legyen, így a meddő teljesítményt induktív áramkörben ellenkező előjellel kapjuk, mint kapacitiv áramkörben. A mérés megkezdésekor a fázist el kell tolni induktív irányban cosφ=0-ra (ez megfelel sinφ=1-nek).
A fázistolás frekvenciafüggő. Ezért az itt szereplő (egyfázisú) leírások általában 50 Hz frekvenciájú ipari hálózatra értendők. A megoldások alkalmazhatóak egyéb (például 60 Hz frekvenciájú) hálózatra is, de eltérő nagyságú illesztő kapacitásokkal.

## Meddő teljesítmény mérése egyfázisú körben

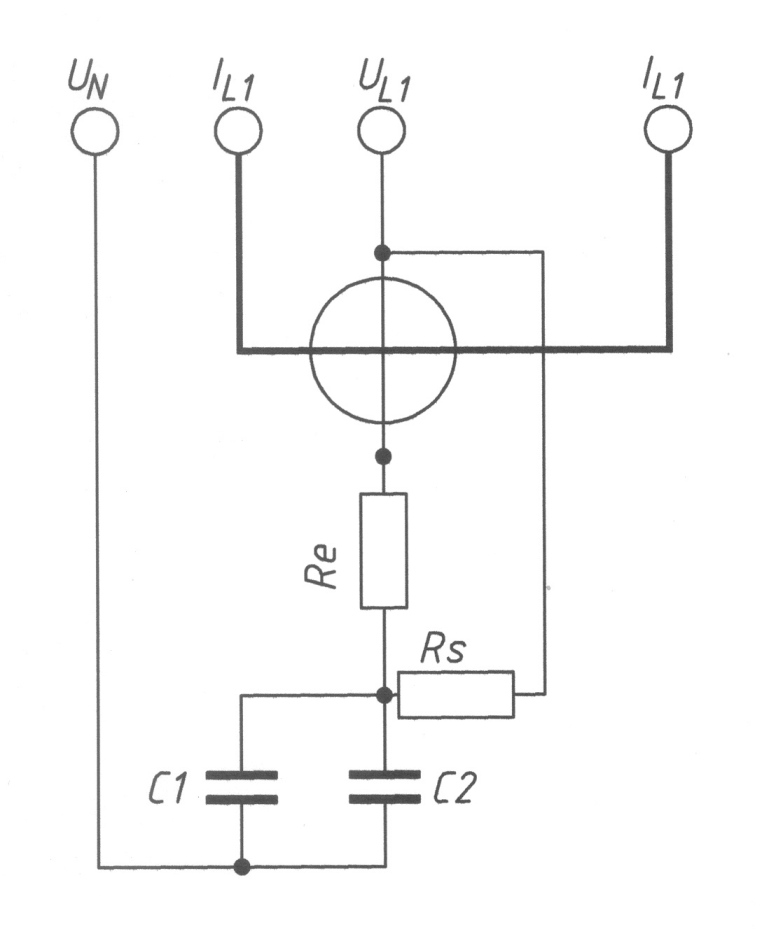
Kapcsolás egyfázisú körben

Célszerűen a feszültségi körben történhet a forgatás kondenzátorral. A pontos beállításhoz a forgatás mértékét kellene finoman szabályozni, de a kondenzátorok szűkös választéka, és pontossága miatt erre nincs lehetőség. Ha ohmos ellenállással előtétezik tovább a méréshatárt, akkor a fáziseltolás kisebb lesz, mint 90°. A megoldás a következő: olyan kondenzátort kell választani, mely a végkitérésnél nagyobb kitérést ad. Ideális esetben a lengő köre nem tartalmazhatna ohmos ellenállást. Kielőtétezik a lengőtekercset kb. háromszor nagyobb fémréteg ellenállással, mint a lengőtekercs ellenállása, és így a hőhiba kb. 1%-ra csökken, majd a lengőtekercset az előtéttel együtt söntölik le egy akkora ellenállással, ami végkitérést eredményez. Ezzel a módszerrel a lengőkör ohmos ellenállása csökken, és nem nő! Így a fáziseltolást a kapacitás határozza meg, az 90° lesz. A fent leírt műszer csak egyhullámú körben mér helyesen, a harmonikus összetevők mérési hibát okoznak. A műszerek a frekvenciafüggő tag(ok) miatt érzékenyek a frekvenciaváltozás hatására, ezért csak egy meghatározott, szűk frekvenciatartományban mutatnak helyes értéket. Lényeges még, hogy az Rs ellenállás ne legyen induktív. Jól megfelel erre a célra például egy potencióméter, vagy egy bifiláris tekercs.

## Mérés háromfázisú, szimmetrikusan terhelt hálózatban

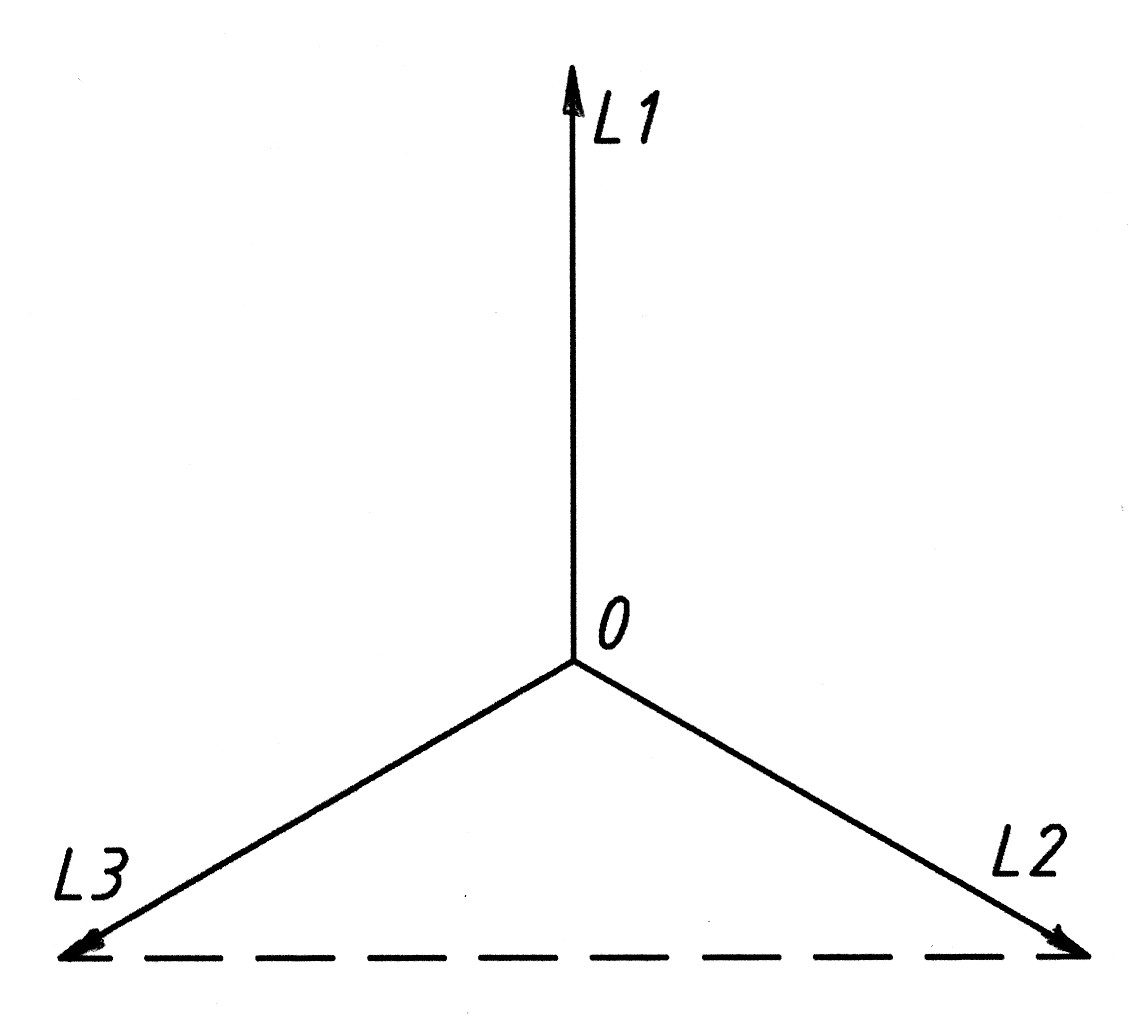
90°-os fázisforgatás feszültséggel

Hermann Aron kapcsolások hatásos és meddő teljesítmény mérésére háromvezetékes, aszimmetrikusan terhelt hálózatban.

Szimmetrikus háromfázisú táplálásban igen könnyen megvalósítható a 90˚-os fázisforgatás. Minden fázisfeszültséghez (pl. {\displaystyle UL_{1}}) található egy vonali ({\displaystyle UL_{2}-L_{3}}) feszültség úgy, hogy vektoraik egymásra merőlegesek. Ezzel a „bm” kötés máris adott. A műszerre {\displaystyle IL_{1}} áramot és {\displaystyle UL_{2}-L_{3}} feszültséget adva azok egymással 90 fokos szöget zárnak be. A műszer nem tartalmaz frekvenciafüggő kondenzátort, vagy induktivitást, így a fázisforgatás nem függ a frekvenciától.

## Mérés háromfázisú, háromvezetékes hálózatban
Ha a háromfázisú rendszernek nincs csillagpontja, vagy nincs kivezetve, a teljesítményt két wattmérővel is lehet mérni. („cm” kötés) Aron szerinti összefüggés itt is igaz. Az egyik gerjesztőcsévét IL1 árammal gerjesztjük. Az ehhez tartozó lengőtekercs UL3-N feszültséget kap. A másik gerjesztőcsévét IL3 árammal gerjesztjük. Az ehhez tartozó lengőtekercs UL1-N feszültséget kap. Előtét-ellenállás van mindhárom feszültség ágban, és így a műszeren belül egy csillagpont van kialakítva.

## Mérés háromfázisú, egyenlőtlenül terhelt, négyvezetékes hálózatban
Az egyenlőtlen terhelés miatt nem használhatjuk azt a módszert, hogy egyetlen-, vagy két ágban mérünk teljesítményt, és feltételezzük, hogy a többi ágban ugyanakkora teljesítmény van. Itt áganként mérjük az áramokat. Ezt egy „dm” kötéssel valósítjuk meg. Megtehetjük, hogy három varmérővel, a három ág teljesítményének egyidejű mérésével mérjük meg, és a három műszer teljesítményét összegezzük, vagy azonos tengelyen három azonos mérőrendszert helyezünk el. A szokásos gyakorlat viszont nem ez. A közös tengelyen lévő egyik lengő a UL2-L3 feszültséget kap. Ez a lengő az osztott gerjesztőcséve egyik fél tekercsén IL1 , másik fél tekercsén IL2 árammal van táplálva. A másik lengőtekercs UL1-L2 feszültséget kap. Ezt a lengőtekercset az egyik fél tekercsén IL2 , másik fél tekercsén IL3 áram táplálja.